# 藤野寛
藤野 寛（ふじの ひろし、1956年 - ）は、日本の哲学者、國學院大學文学部教授。専門は哲学・倫理学、特にテオドール・アドルノ、マックス・ホルクハイマー。

## 経歴
京都府生まれ。1980年京都大学文学部哲学科卒、86年同大学院文学研究科博士課程学修退学。1993年フランクフルト大学で哲学博士。1997年高崎経済大学経済学部専任講師、2000年同助教授昇格、2005年同教授昇格、2006年一橋大学大学院言語社会研究科教授、2016年國學院大學文学部教授。

## 著書
- 『アドルノ/ホルクハイマーの問題圏 同一性批判の哲学』勁草書房 2000
- 『アウシュヴィッツ以後、詩を書くことだけが野蛮なのか アドルノと〈文化と野蛮の弁証法〉』平凡社 2003
- 『高校生と大学一年生のための倫理学講義』ナカニシヤ出版 2011
- 『キルケゴール 美と倫理のはざまに立つ哲学』岩波現代全書 2014
- 『「承認」の哲学 他者に認められるとはどういうことか』青土社 2016、新版2023
- 『友情の哲学: 緩いつながりの思想』作品社 2018
- 『哲学を愉しく学ぶ　哲学の授業法』晃洋書房 2025

共編
- 『表現の〈リミット〉』齋藤純一共編 ナカニシヤ出版 叢書倫理学のフロンティア 2005

### 翻訳
- 『フロイト全集 17(1919-1922年)  不気味なもの・快原理の彼岸・集団心理学』須藤訓任共訳、岩波書店 2006
- マックス・ホルクハイマー/テオドール・W.アドルノ『ゾチオロギカ フランクフルト学派の社会学論集』三光長治・市村仁共訳、平凡社 2012
- ショーペンハウアー『自殺について 他四篇』岩波文庫 2025

## 論文
- <藤野寛